# Jörg Müller (Koch)

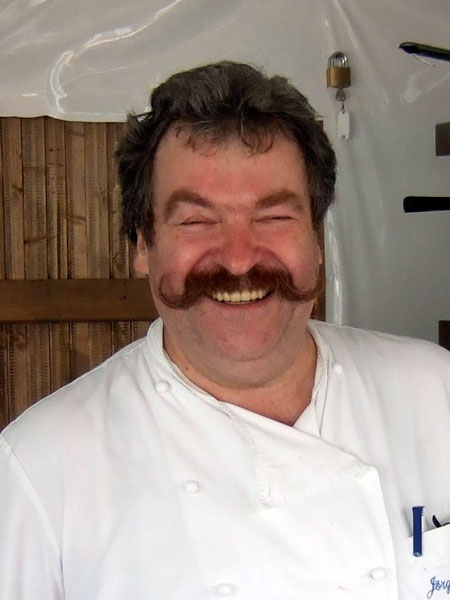
Jörg Müller auf Sylt (2010)

Jörg Müller  (* 1. März 1947 in Freiburg im Breisgau) ist ein deutscher Koch.

## Werdegang
Müller stammt aus einer Gastronomenfamilie, sein ein Jahr jüngerer Bruder Dieter Müller ist ebenfalls Koch. Nach der Lehre im Hotel Bauer in Müllheim im Markgräflerland kochte er in seinen Wanderjahren für verschiedene Hotels in England, der Schweiz und Griechenland. 1972 wurde er Küchenchef der Schweizer Stuben in Wertheim, sein Bruder folgte ihm ein Jahr später. 1977 erhielten die Schweizer Stuben unter Jörg Müller zwei Michelin-Sterne; damit gehörte das Restaurant seinerzeit zu den besten Deutschlands.
1983 eröffnete er in Morsum auf Sylt sein erstes Restaurant Nösse, das ebenfalls zwei Sterne vom Guide Michelin erhielt. 1988 folgte das eigene Hotel und Restaurant Jörg Müller in Westerland (Sylt) – auch dieses Restaurant bekam bald einen Michelin-Stern.
Im Juli 2014 gab Müller bekannt, dass er künftig auf Auszeichnungen verzichten und sein Restaurant ohne Sterne weiterführen werde.

## Auszeichnungen
- 1974: Ein Michelinstern für die Schweizer Stuben in Wertheim
- 1977: Zwei Michelinsterne für die Schweizer Stuben
- 1985: Zwei Michelinsterne für das Restaurant Nösse in Morsum (Sylt)
- 1987: 19 Gault Millau Punkte für das Restaurant Nösse
- 1988–2014: Ein Michelin-Stern, 18 Punkte Gault Millau für das Restaurant Jörg Müller in Westerland (Sylt)
- 2010: „Aufsteiger des Jahres 2011“ im Schlemmer Atlas
- 2012: Fünf Kochlöffel vom Schlemmer Atlas[2]

## Veröffentlichungen
- „Meine Sylter Küche“: Jörg Müller, DuMont Reiseverlag, Ostfildern 2001, ISBN 978-3-77015-868-3.